# Ксавери Масюк
Ксавери Масюк (17 грудня 2004 , Тарнів, Малопольське воєводство ) — польський плавець, призер чемпіонату світу.